# Ницца (графство)
Графство Ницца (фр. Comté de Nice / Pays Niçois, итал. Contea di Nizza / Paese Nizzardo, окс. Comtat de Niça / País Niçard, букв. «провинция») — историческая область в юго-восточной части Франции, в окрестностях города Ниццы.

## История
Графство распогалось между Средиземным морем (Лазурный берег), рекой Вар и южным гребнем Альп.
Графство Ницца до завоевания римлянами было заселено лигурийскими племенами. Эти племена были покорены Августом и были полностью латинизированны (по утверждению Теодора Моммзена) в четвёртом веке, когда началось вторжение варваров. К тому времени Лигурия входила в состав Римской империи.
После падения Рима регион был завоеван франками, и местное романское население стало интегрироваться в графство Прованс, которое в период независимости стало «морской республикой» (1108—1176). Регион первоначально был полуавтономной частью древнего графства Прованс, а в 1388 году вошёл в состав графства Савойского.
Регион получил название графство Ницца в пятнадцатом веке, после того как он стал частью Пьемонта. С 1388 по 1860 год история графства Ницца была связана с Савойей и затем Сардинским королевством. Исторической столицей являлась Ницца.

## Присоединение к Франции

Республики и королевства Италии в 1796 году

Государства Италии в 1843 году

Карта графства Ницца, показывающая часть Сардинского королевства, аннексированную в 1860 году Францией (светло-коричневый), и часть, оставшуюся в составе Италии, позднее присоединённой в 1947 году к Франции по результатам Парижского мирного договора (жёлтый). Красным обозначена территория Франции к 1860 году.

Графство было присоединено к Франции в 1860 году, во время итальянских войн за независимость.
20 июля 1858 года в Пломбьере был заключён тайный союз между Виктором Эммануилом II и Наполеоном III. Франция согласилась поддержать Пьемонт в войне против Австрии для того, чтобы изгнать австрийцев из провинций Ломбардия и Венеция. В обмен на французскую военную помощь Пьемонт должен был уступить Ниццу и Савойю Франции.
Аннексия была временно поставлена под сомнение после того, как во время Австро-итало-французской войны 1859 года Наполеон III заключил сепаратный мир с Австрией, по которому Австрия отдавала Франции Ломбардию, а Венеция оставалась в составе Австрии. В марте 1860 года Тоскана, Парма и Модена должны были объединиться в одно государство с Сардинией. Наполеон III передал Пьемонту Ломбардию, получая в обмен Ниццу и Савойю. Франция аннексировала провинции в соответствии с положениями Туринского договора, подписанного 24 марта 1860 года. Договор сопровождался плебисцитом в Ницце 15 и 16 апреля и в Савойе 22 и 23 апреля, по результатам которого подавляющее большинство жителей этих двух территорий проголосовали за утверждение договора и вступление в состав Франции. Официально Франция приняла во владение Ниццу и Савойю 12 июня 1860 года.
Тем не менее, итальянский народный герой Джузеппе Гарибальди, который родился в Ницце, решительно выступал против уступки своего родного города Франции, утверждая, что графство Ницца — по существу итальянское и не должно быть продано в качестве «выкупа» в пользу французского экспансионизма.
Хотя Ницца и не была одной из самых ценных территорий, которых желали итальянские националисты после 1860 года, некоторые из них считают графство Ницца частью невоссоединенной Италии.
Округ Ницца был слишком мал, чтобы сформировать собственное министерство, правительство добавило его в округ Грас, отделив от соседнего департамента Вар, чтобы создать департамент Приморские Альпы. С 1860 года графство стало одним из двух округов в департаменте Приморские Альпы. Однако термин «графство Ницца» до сих пор используется для определения территории в качестве отдельного культурного и исторического региона, в частности, чтобы отличить его от соседнего Прованса.
Историческим языком, используемым жителями графства Ницца, был окситанский, но он был почти полностью вытеснен французским после 1860 года.
Во время Второй мировой войны, когда Италия оккупировала часть юго-западной Франции, Ницца была временно включена в состав Королевства Италия.
В 1947 году согласно Парижским мирным договорам перевалы Ла-Бриг, Брей и Танд включены в состав Франции, таким образом всё графство теперь находится под полным контролем Франции.
Численность населения в 1999 году составляло 506 694 жителей.